# Robin de Ruiter
Robin de Ruiter (Enschede, 6 maart 1951) is in een Nederland geboren evangelisch gezinde schrijver, die grotendeels in Spanje is opgegroeid. In zijn boeken staan complottheorieën doorgaans centraal en zijn deels antisemitisch van strekking. Bewonderaars van zijn werk spreken liever over esoterische kennis. Zijn boeken zijn sinds 1989 in dertien talen en in meer dan honderd landen uitgebracht.

## Biografie
In Spanje studeerde De Ruiter theologie, geschiedenis en Spaans en in 1974 behaalde hij een academische titel. Hij begon zijn carrière als freelance schrijver voor diverse Spaanstalige tijdschriften. Politiek en religie behoorden steeds tot zijn werkterrein. Later zou hij zich meer gaan richten op het schrijven van boeken.
De Ruiter beweert te zijn geïnfiltreerd in de Jehova's getuigen en schreef daarover De verborgen macht achter de Jehova's Getuigen (1994), waarin hij stelt dat deze religieuze organisatie eigenlijk een satanische sekte is. Zijn hoofdwerk Wegbereiders van de Antichrist uit 1989 werd later uitgebracht als De 13 Satanische bloedlijnen. Hierin betoogt hij dat de wereld geregeerd wordt door een duivelse elite. Zijn theorieën zijn deels ontleend aan Bloodlines of the Illuminati (1998) van de extreemrechtse auteur Fritz Springmeier (pseudoniem voor Victor Earl Schoof) uit Nebraska, die sinds 2008 in enkele uitgaven als medeauteur wordt vermeld. De uitgave werd in Frankrijk verboden. In Frankrijk werkt De Ruiter samen met de antisemitische publicist Laurent Glauzy. Zijn theorieën zijn verder nauw verwant met die van de complotdenker David Icke en de extreemrechtse auteur Jan Udo Holey (alias Jan van Helsing).
De Ruiters boek George W. Bush en de mythe van al-Qaeda: De verborgen macht achter de terroristische aanslagen van 11 september 2001 werd in Nederland in eigen beheer uitgegeven, omdat andere uitgeverijen het boek niet wilden publiceren. Het boek was omstreden, onder andere omdat hij beweert dat Joodse en Israëlische werknemers die dag niet op hun werk in de Twin Towers verschenen. Het boek kreeg in 2005 de Frontier Award, verbonden met het tijdschrift Frontier Magazine dat was gewijd aan 'grenswetenschap'. Buiten het klassieke circuit van complottheorieën werd het echter nauwelijks opgemerkt.
Zijn publicaties richten zich vooral op door hem vermoede complotten en verborgen machten die achter organisaties en bewegingen als de Amerikaanse regering, de vrijmetselarij, de Illuminati, het Zionisme en de filmindustrie van Hollywood zouden staan. Ze worden door wetenschappers en sceptici beschouwd als complottheorieën. Een deel van zijn teksten kenmerkt zich door verkapt antisemitisme, waarbij hij zijn pijlen onder andere op de Joodse bankiersfamilie Rothschild richt. De Protocollen van de Wijzen van Sion spelen in verschillende publicaties van zijn hand een belangrijke rol. Zijn hoofdwerk over dit onderwerp mag in Duitsland niet verbreid worden. In Adolf Hitler pleegde geen zelfmoord uit 2008 stelt hij dat Adolf Hitler de Tweede Wereldoorlog zou hebben overleefd en naar Spanje is gevlucht. Hij baseert zich daarbij op persoonlijke gesprekken die hij met Arthur Axmann zou hebben gevoerd, voormalig hoofd van de Hitlerjugend.
In Nederland worden De Ruiters boeken op de markt gebracht door zijn eigen uitgeverij Mayra Publications, in Duitsland maken ze deel uit van het radicaal-rechtse fonds Pro Fide Catholica. Zijn Spaanstalige, Braziliaanse en Italiaanse uitgaven worden gepubliceerd door San Pablo (Ediciones Paulinas in Mexico) de grootste katholieke uitgever wereldwijd. Zijn Spaanstalige, Braziliaanse en Italiaanse uitgaven worden gepubliceerd door de katholieke uitgeverij Ediciones Paulinas (San Pablo), die verbonden is aan de Congregatie van Sint Paulus.
In het boek Coronacrisis: het einde van ons individueel zelfbeschikkingsrecht is nabij (2020), een bewerking van een eerder boek uit 2009, trekt Ruiter de ernst van het coronavirus in twijfel. Hij suggereert dat het virus de opmaat is naar de vestiging van een nieuwe wereldorde, met een leider waaraan de hele wereld onderworpen zal worden. De individuele vrijheid zal in zijn ogen door het gebruik van computers drastisch worden ingeperkt. Bol.com nam het boek in oktober 2020 enige tijd uit zijn assortiment omdat het ongefundeerde complottheorieën zou bevatten.